# Geologie des Hohen Himalayas
Die Geologie des Hohen Himalayas (Greater Himalayan Crystalline complex) ist charakterisiert durch einen nach Norden abtauchenden Keil der heutigen indischen Platte aus hochgradig metamorphen kristallinen Gesteinspaketen und Sedimentgesteinen unterschiedlicher Zusammensetzung und Alter.
Der Hohe Himalaya erstreckt sich mit einer Länge von ca. 2500 Kilometer (km) vom Süden Kohistans über Himachal Pradesh, Uttarakhand, Nepal, Sikkim, Bhutan bis Arunachal Pradesh. Geologisch wird es von dem nördlich liegenden Tethys-Himalaya durch das South Tibetan Detachment Systems und die westlich anschließende Zanskar Shear Zone getrennt. Die südliche Begrenzung stellt der Main Central Thrust zum Niedrigen Himalaya (Lesser Himalaya) dar. Im Osten schließt er an den Namjagbarwa (Namche Barwa) nahe der Yarlung Tsangpo-Schluchten, im Westen an das Karakorum-Gebirge. Der Hohe Himalaya weist Höhen von 3000 bis über 8850 Meter (m) auf.
Die tektonische Entwicklung des gesamten Himalayas geht auf die serielle Öffnung und anschließende Subduktion der paläozoischen Palaeotethys und der mesozoischen Neotethys unter den Großkontinent Laurasia sowie die nordöstliche Kontinentaldrift und die Kollision des indischen Kontinentalblocks im Paläozän ab 57 mya mit Laurasia voraus. (Einzelheiten siehe → Tektonische Entwicklung des indischen Subkontinents)
Der Himalaya ist gegliedert in den Transhimalaya, Tethys-Himalaya, Hohen Himalaya, Niedrigen Himalaya und die Siwaliks. Der Transhimalaya wird durch die Indus-Yarlung Tsangpo-Suturzone von den südlich liegenden Himalaya-Gürteln getrennt. Sie spiegeln die jeweiligen, anders verlaufende geologische Entwicklungsgeschichte wider.

## Regionale Geologie
Die regionale Geologie des Hohen Himalayas weist eine Vielzahl von tektonischen und geologischen Entwicklungsmerkmalen auf.

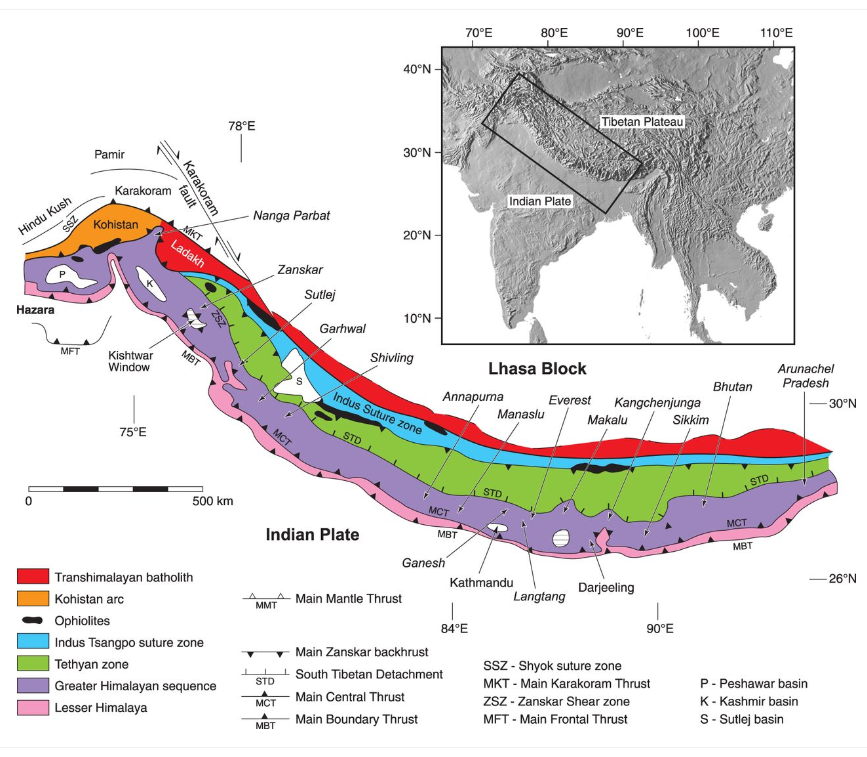
Geologische Karte des Himalayas mit dem Hohen Himalaya, violett markiert
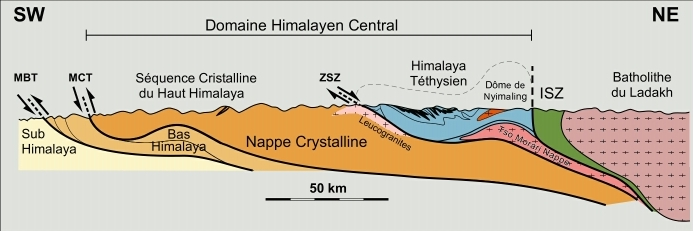
Vereinfachter Querschnitt durch den Himalaya mit dem Hohen Himalaya, ockerfarbig markiert

### Tektonische Begrenzungen
Der Hohe Himalaya ist nördlich und südlich jeweils durch eine tektonische Verwerfung von den benachbarten himalayaischen Zonen abgegrenzt.
Die nördliche Verwerfung stellt die nach Norden abfallende Abschiebungszone (normal fault) des South Tibetan Detachment Systems und die westlich anschließende Zanskar Shear Zone dar. An diesen findet der Kontakt zwischen kristallinen Gesteinspaketen des Hohen Himalayas und den aufliegenden Sedimenten des Tethys-Himalayas statt. Diese Abschiebungszonen verursachten Scherungen der Leukogranite nach Norden und die Überlagerung von nicht metamorphisierten Sedimenten auf metamorph überprägte kristalline Schiefer. Im Osten trennen steil einfallende, brüchige Abschiebungzonen die jurassischen kristallinen Schiefer von den Gneisen, was auf eine vertikale Bewegung von mehreren Kilometern in Richtung Norden hinweist. Duktile Abschiebungszonen, die auf 24 bis 11 mya datiert werden, dauerten möglicherweise bis ins Pliozän.
Die südliche Verwerfung bildet der nach Süden ansteigende Main Central Thrust. Dieser ist eine südwärts verlaufende duktile Überschiebungszone (thrust fault), die zwischen 22 und 5 mya intermittierend aktiv war und mindestens 140 km weit, vielleicht sogar 300 bis 600 km weit reicht. An dieser Verwerfung wurden die Gneise des Hohen Himalayas über niedrig metamorphierte sedimentäre, vulkanische und granitische Gesteine des Niedrigen Himalayas geschoben. Zeitlich korreliert diese Überschiebung mit den nördlichen Abschiebungen.

### Gesteine
Der Hohe Himalaya, der auch als Rückgrat des Himalaya-Gebirges bezeichnet wird, besteht aus einer bis zu 30 km mächtigen nach Norden abfallenden Anhäufung von tektono-lithostratigraphischen Gesteinseinheiten unterschiedlicher Genese und Alter. Deren Verbreitung ist nicht einheitlich, sondern unterscheidet sich regional entlang des Orogens.
- Sedimentäre Gesteine

Der Hohe Himalaya ist geprägt durch eine bis zu 30 km mächtigen, mittel- bis hochgradig metamorphen Abfolge von klastischen Sedimenten, die sich ursprünglich am nördlichen passiven Kontinentalrand des indischen Kontinentalblocks während der Palaeotethys- und der Neotethys-Entwicklungen zwischen dem Kambrium und dem Eozän anlagerten (siehe → Tethys-Himalaya). Sie sind gut aufgeschlossen in oberen Gebirgsbereichen und bestehen u. a. aus Alkalifeldspaten, verschieden zusammengesetzten Sandsteinen, sillimanit-, cordierit- und granathaltigen Peliten und Phylliten sowie Schiefern mit Quarz-, Muskovit- und Biotit-Anteilen, mikritischen und gebankten Kalksteinen, Dolomiten, Tonsteinen, Schluffen, Quarziten sowie calcit-, diopsid- und epidot-haltige Marmoren,
- Kristalline Gesteine

Die sedimentären Ablagerungen wurden an vielen Stellen von magmatischen Intrusionen durchdrungen. Die Protolithe entstammten Gesteinsschmelzen der kontinentalen Erdkruste der damaligen indischen Platte und datieren aufgrund von Isotopenuntersuchungen vom späten Paläoproterozoikum bis zum frühen Paläozoikum (siehe auch → Tektonische Entwicklung des indischen Subkontinents).
Das kristalline Gesteinsspektrum besteht überwiegend aus metamorph überprägten Graniten mit Akzessorien an Muscoviten, Turmalinen und Biotiten, biotit-, sillimanit-, granat-, cordierit- und muscovit-haltige Gneisen, Augen-, Ortho- und Paragneisen, Granat-Granuliten und Granat-Amphiboliten. Migmatiten sowie kristallinen Schiefern, wie biotit-, granat-, kyanit- sowie sillimanit- und staurolith-haltige Glimmerschiefern. Das Kristallisationsalter dieser Gesteine datiert zwischen dem unteren Paläozoikum und dem frühen Neogen. Des Weiteren kommen auch häufig weiße 24 bis 11 mya alte Leukogranite aus dem späten Oligozän bis zum mittleren Miozän vor.

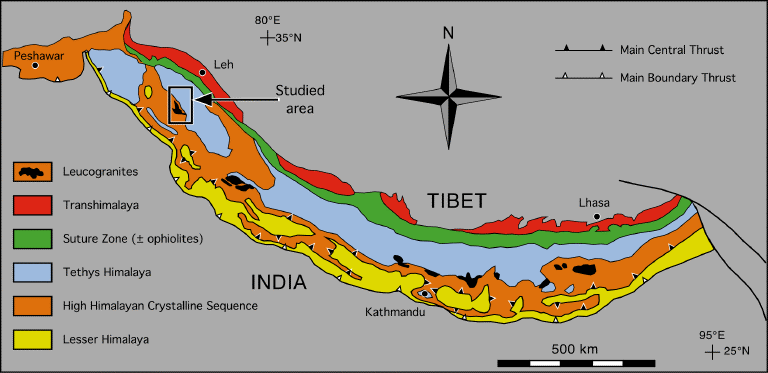
Geologische Übersichtskarte des Himalayas mit Vorkommen von Leukograniten, schwarz markiert

Die Leukogranite im Hohen Himalaya zählen zu den weltweit größten Vorkommen dieser Gesteine. Sie entstanden durch Anatexis von  kontinentalen Sedimenten und bilden eine unterbrochenen Kette von Intrusiva, die sich entlang des South Tibetan Detachment Systems von Zanskar bis Bhutan erstreckt. Diese Leukogranite weisen unterschiedliche Mengen an Granaten, Turmalinen und Muskoviten auf. Sie treten alle in oberen Bereichen von Berggipfeln auf, wie z. B. im Chaukhamba und im Shivling-Bhagirathi-Gebirge in Indien, im Manaslu-Massiv, in den Mount Everest, Nuptse, Makalu und Kangchendzönga, jeweils in Nepal, im Shishapangma und Yalaxiangbo in Südtibet sowie im Chomolhari, Masang Kang und Kula Kangri alle in Bhutan. Dort bilden sie unterschiedlich große Gesteinskörper auf, wie Plutone, insbesondere Lakkolithe, Dykes oder Lagergänge.

### Verformungen und Metamorphosen
Die Sedimente und die kristallinen Gesteine wurden unterschiedlichen Verformungen und Metamorphosen unterzogen. Die Gneise und Migmatite weisen  mehrfache Verformungen und sereignisse auf, die auf die südwärts gerichtete Scherung des Himalayas zurückzuführen sind, Die Dehnungs- und Mineralisationslinien verlaufen ungefähr senkrecht entlang des gesamten Orogens und überall parallel zur Scherungsrichtung. Diese Struktur deutet auf die Transportrichtung der Platte hin.
Die Metamorphosen ereigneten sich in drei Phasen: Die älteste wird zwischen ca. 55 mya und 45 mya datiert und wurde verursacht durch die Kollision und Subduktion der indischen unter die laurasische Platte. Zwischen dem späten Eozän und dem frühen Miozän fand zwischen 30 und 18 mya eine frühe Exhumierung der kontinentale Kruste statt. Eine weitere Exhumierung ereignete sich später im Miozän von 20 bis 15 mya. Der vorherrschende metamorphe Grad ist durch die Amphibolit-Fazies definiert und umfasste einen Temperaturbereich von ca. 500 bis 700 Grad, während die Drücke von ca. 1,4 bis 0.4 Gigapascal abhängig von der Höhenlage der Gesteine variieren.

### Exhumierung
Für die Exhumierung des Hohen Himalayas wurden zwei Hypothesen aufgestellt.
- Tektonische Exhumierung

Die  Exhumierung des Hohen Himalayas erfolgte in zwei Phasen. Sie begann mit der Hebung und Faltung der Sedimente des Tethys-Himalayas kurz nach der Kollision der damaligen indischen mit der laurasischen Platte.  Die Gesteine des Tethys-Himalayas waren ca. 20 bis 25 km tief begraben. Mit Verbunden damit war die Entwicklung des North Himalayan Thrust Nordhimalaya-Überschiebung und die Hebung der Granit-, Gneis-Dome im Zeitraum von ca. 40 bis 35 mya.
Der Hohen Himalaya erfuhr entlang des Main Central Thrust eine rasche Hebung. Gleichzeitig mit dieser Aktivität wurde die Tethys-Himalaya-Zone entlang des South Tibetan Detachment Systems und der westlich anschließenden Zanskar Shear Zone vom Hohen Himalaya abgeschert. Diese Verwerfungen verursachten tektonische Dehnungen, ein gravitatives Gleiten der Sedimentpakete im Tethys-Himalaya, während der Hohe Himalaya angehoben und exhumiert wurde. Verbunden damit war die Bildung und der Aufstieg der Leukogranite entlang des südlichen Verwerfungssystems, Die Leukogranite entstanden möglicherweise durch dekompressives Schmelzen von tief vergrabenen Gesteinen und ihre Exhumierung an die Oberfläche während der Aktivität dieser Verwerfungen. Diese Prozesse erfolgten im Zeitraum zwischen 24 und 11 mya.
- Exhumierung durch magmatische Strömungen

Andere Modelle gehen von einer seitlich durchgehenden, niedrigviskosen "Schicht" aus teilweise geschmolzenem Gneis aus, die von unterhalb des tibetischen Hochlands zwischen den subparallelen South Tibetan Detachment Systems und Main Central Thrust nach Süden fließt und schließlich in Richtung der Himalaya-Gebirgsfront extrudiert. In diesen "Kanalfluss-Modellen” (Mid-crustal channel flow) stellt der horizontale Gradient des lithostatischen Drucks zwischen dem tibetischen Plateau und der Himalaya-Front die treibende Kraft dar. Effiziente und gezielte Erosion, d. h. Denudation, entlang der Südhänge des Hohen Himalayas zwischen dem tibetischen Plateau und der orogenen Front, leitet die Exhumierung des Gneises aus mittleren Krustentiefen an die Oberfläche.

## Fossilien

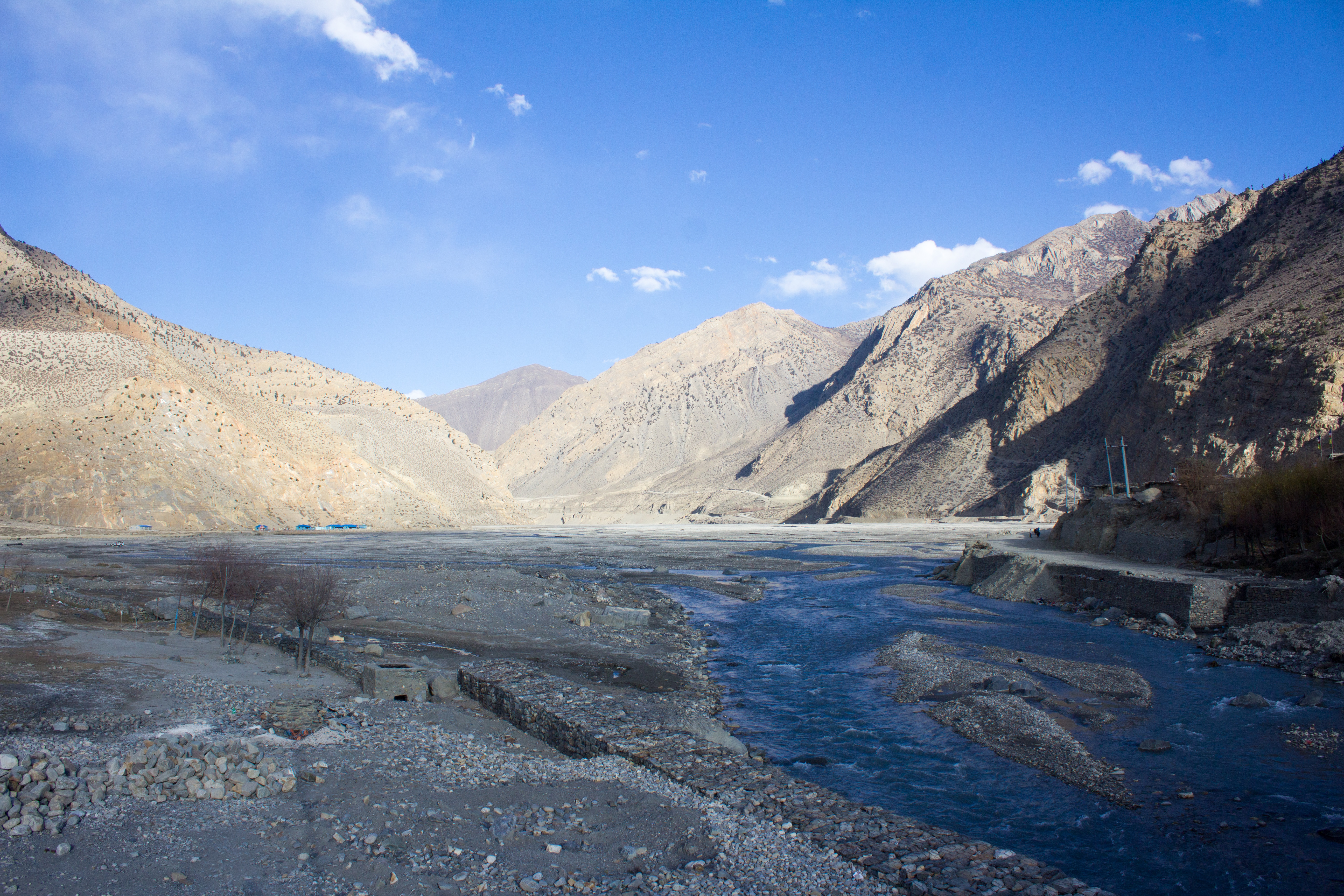
Teilansicht des Kali Gandaki mit den schwarzen Sedimenten
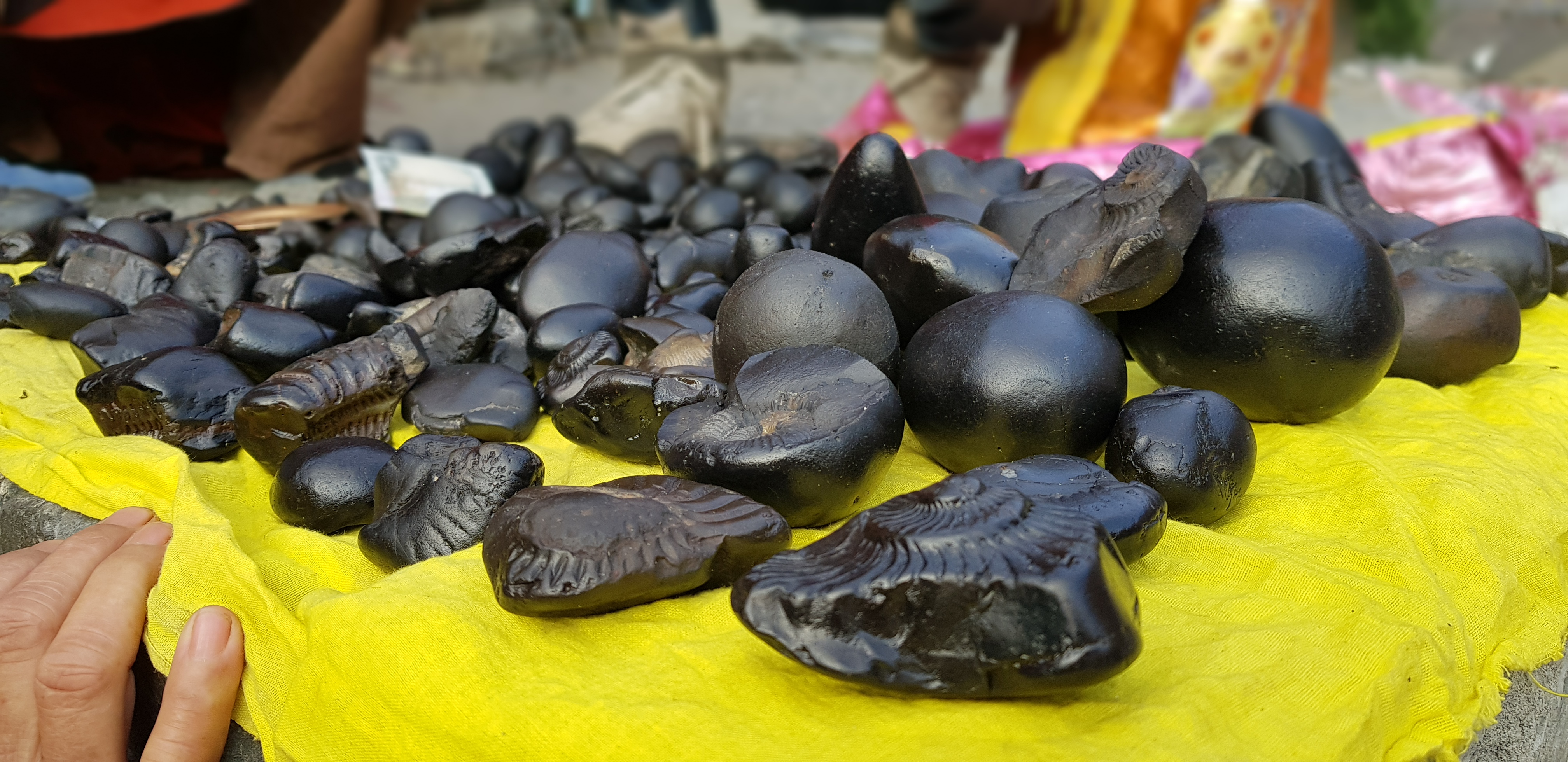
Schwarze Ammoniten aus dem Kali Gandaki
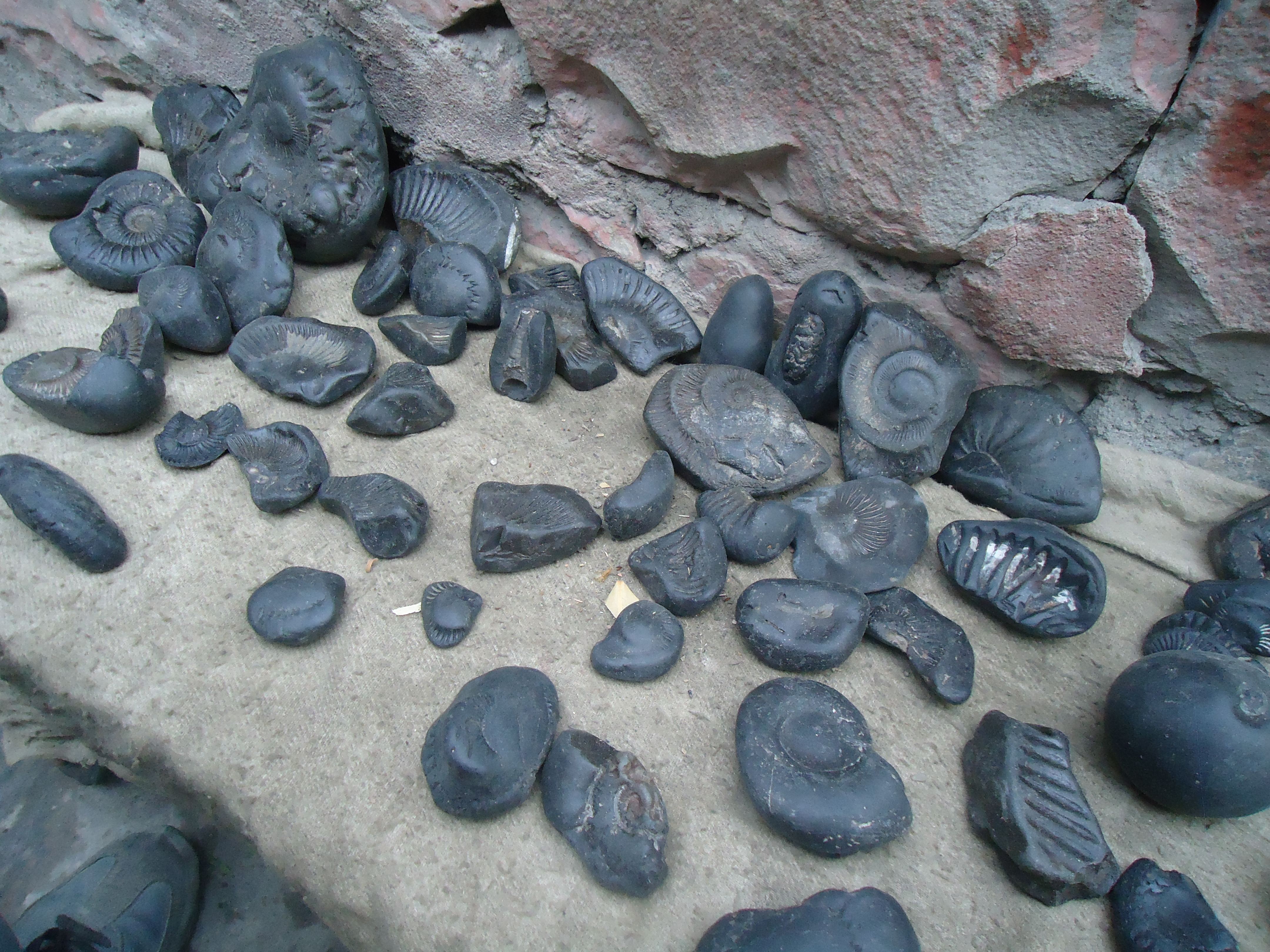
Saligram Shi-Ammoniten im Gesteinsumfeld

Im nepalesischen Kali-Gandaki-Fluss nahe dem Dhaulagiri Fossillierten u. a. Ammoniten. Diese werden Shaligram Shil genannt und von den Himalaya-Hindus als Amulette besonders begehrt. Diese dunkle Steine sind den Gott Vishnu gewidmet und daher heilig.
In den sedimentären Gesteinsschichten des Hohen Himalayas, die vom Tethys-Himalaya stammen, sind diverse Fossilien enthalten, wie z. B. Trilobiten, Crinoiden und Ostrakoden, stromatolith-ähnliche Strukturen. Gefunden wurden sie in den oberen Bereichen des Mount Everest,
Ebenfalls am Mount Everest wurden fossile Blätter des s. g. Alpine Oak, unterirdische Pflanzenknollen von Equisetum und Sporopolleninien entdeckt.
Im Spitital nahe dem Kunzum-Pass im indischen Bundesstaat Himachal Pradesh lassen sich Korallenriffe und Ammoniten finden.